# Prächting
Prächting ist ein Gemeindeteil des oberfränkischen Marktes Ebensfeld im Landkreis Lichtenfels.

## Geographie
Prächting liegt in einem Hügelland östlich vom Maintal. Der Ort ist in Ost-West-Richtung angeordnet und wird vom Kellbach, einem linken Zufluss des Mains, und dem Seitenarm Zeitelbach durchflossen. Die Staatsstraße 2187 von Ebensfeld nach Scheßlitz führt durch Prächting.

## Geschichte
Ein Gräberfeld am Ortsrand belegt eine Besiedlung in der Eisenzeit. Die erste urkundliche Erwähnung von Prächting war im Jahr 802, als die Brüder Gerhart und Ippin dem Kloster Fulda für ihr Seelenheil Güter in „uillis“, darunter in „Bratingum“, vermachten. Die nächste Nennung war 1071. Damals wurde ein Gut in „Brehtingen“ gegen die Trilappsmühle getauscht. Der Ortsname, der 1875 von Prechting in Prächting geändert wurde, geht auf einen Personennamen zurück.
Prächting gehörte zum Hochstift Bamberg, das die Dorf-, Flur- und Gemeindeherrschaft ganherrschaftlich mit dem Domkapitel ausübte. Dem Dorf gehörten 1751 ein Gemeindehaus mit Schmiede und ein Hirtenhaus. Im Ort gab es acht Veitsberger oder Kleukheimer Pfarrlehen, sieben Lichtenfelser Kastenlehen des Hochstifts, drei Lehen des Bamberger Katharinen-Spitals, drei Lehen des Klosters Langheim, drei Lehen des Klosters Banz, zwanzig Lehen des Bamberger Domkapitels, ein Staffelsteiner und ein Scheßlitzer Pfarrlehen, ein Lehen der Bauern Heppenstein, ein Schönborn’sches Lehen, ein Lehen des Karmeliterklosters, ein Fragment- und ein Obleilehen.
1862 wurde Prächting in das neu geschaffene bayerische Bezirksamt Staffelstein eingegliedert. Die Landgemeinde gehörte zum Landgericht Staffelstein. Ein Gemeindeteil war die damalige Einöde Hahnhof.
1871 hatte Prächting 368 Einwohner und 234 Gebäude. Eine katholische Schule und eine Filialkirche befanden sich im Ort. 1900 umfassten die beiden Orte der Landgemeinde Prächting eine Fläche von 502,08 Hektar, 353 Einwohner, die alle Katholiken waren, und 66 Wohngebäude. 346 Personen lebten in Prächting in 65 Wohngebäuden und 1925 335 Personen in 64 Wohngebäuden. 1950 hatte Prächting 454 Einwohner und 64 Wohngebäude. Im Jahr 1970 zählte das Pfarrdorf 344, 1987 341 Einwohner sowie 85 Wohnhäuser mit 98 Wohnungen.
1938 wurde die Kirchengemeinde eine selbstständige Pfarrei. Am 1. Juli 1972 wurde der Landkreis Staffelstein aufgelöst. Prächting kam zum Landkreis Lichtenfels. 1978 folgte die Eingliederung der Gemeinde Prächting in Ebensfeld.

## Sehenswürdigkeiten

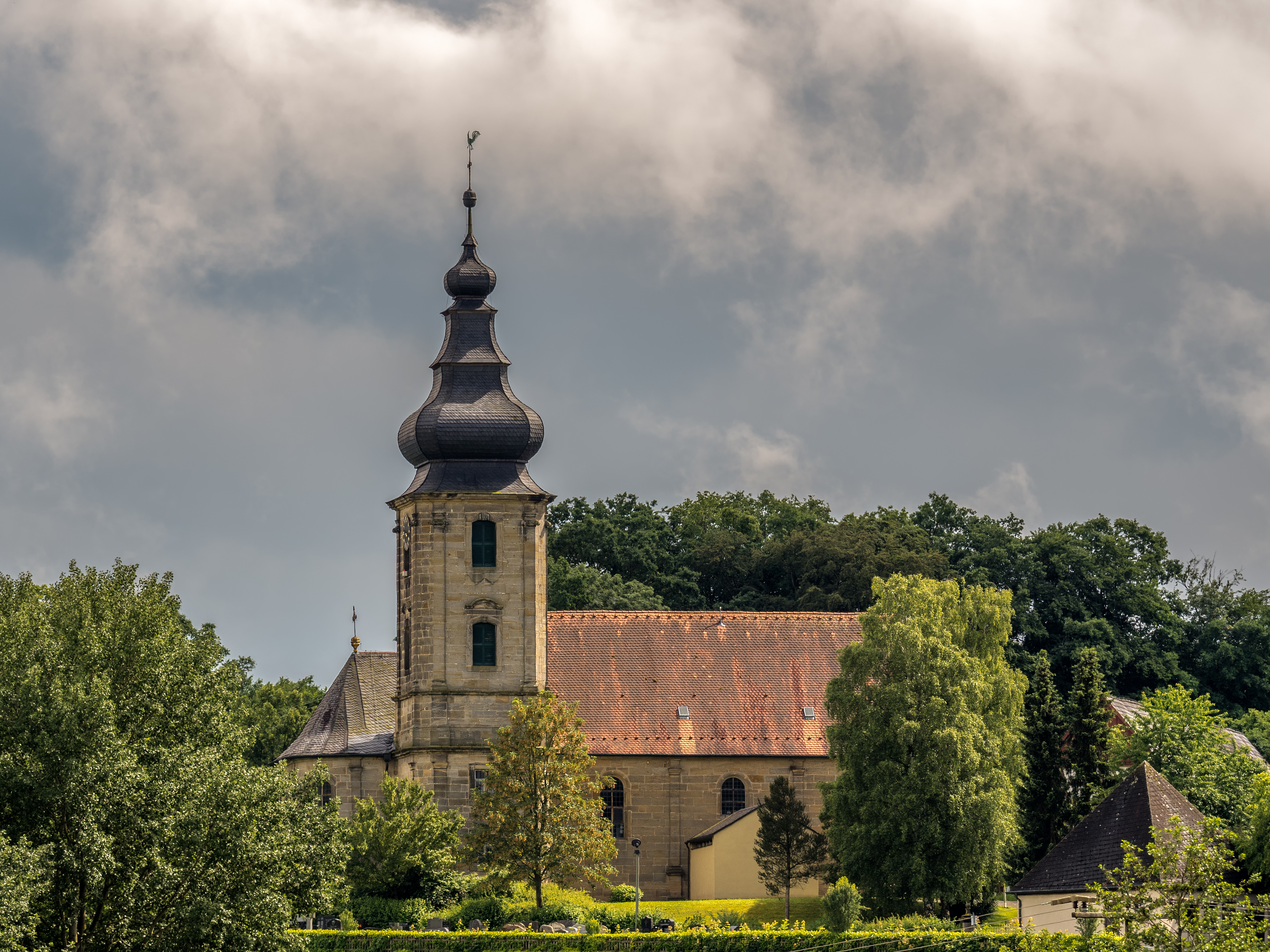
Mariä Unbefleckte Empfängnis

Die römisch-katholische Pfarr- und Wallfahrtskirche Mariä Unbefleckte Empfängnis befindet sich auf einer Anhöhe über dem Dorf. Die Barockkirche stammt aus dem 18. Jahrhundert. Der Sandsteinquaderbau hat einen leicht eingezogenen Chor und einen Turm mit geschweifter Zwillingshaube.
Fachwerkbauten markieren den historischen Ortskern. In der Liste der Baudenkmäler in Prächting sind acht Sehenswürdigkeiten aufgeführt.